# Tadeusz Siedlecki (żołnierz)
Tadeusz Siedlecki (ur. 9 marca 1924 w Sobianowicach, zm. 9 czerwca 2016) – polski żołnierz, uczestnik II wojny światowej, podpułkownik WP w stanie spoczynku, działacz kombatancki, kawaler Orderu Virtuti Militari.

## Życiorys
W czasie II wojny światowej od 1940 działał w ruchu oporu na lubelszczyźnie, zaś 28 sierpnia 1944 wstąpił do wojska i wziął udział w walkach o Warszawę oraz walkach o Berlin. Jeszcze w czasie wojny ukończył Szkołę Wojsk Inżynieryjnych w Przemyślu, w specjalności saperskiej. Jako saper brał udział w rozminowywaniu terenów na tzw. Ziemiach Odzyskanych. Był członkiem między innymi Związku Bojowników o Wolność i Demokrację (ZBOWiD) oraz Związku Inwalidów Wojennych. Zmarł 9 czerwca 2016 i został pochowany na Cmentarzu Komunalnym w Kaliszu.

## Wybrane odznaczenia
- Srebrny Krzyż Orderu Virtuti Militari[3],
- Krzyż Walecznych[1],
- Medal za Warszawę 1939–1945[1],
- Medal „Za udział w walkach o Berlin”[1],
- Odznaka Honorowa Przyjaciel Miasta Kalisza[1]